# Hildegard Falk
Hildegard Falk (* 5. Januar 1941 in Bergisch Gladbach) ist eine deutsche Politikerin und ehemalige Landtagsabgeordnete (SPD).

## Leben und Beruf
Nach dem Schulbesuch mit dem Abschluss der mittleren Reife absolvierte Falk eine Ausbildung zur Chemielaborantin. Anschließend war sie Hausfrau.
Der SPD gehört Falk seit 1972 an. Sie war in zahlreichen Parteigremien tätig. 

## Abgeordneter
Vom 24. Januar 1995 bis zum 31. Mai 1995 war Falk Mitglied des Landtags des Landes Nordrhein-Westfalen. Sie rückte über die Landesliste ihrer Partei nach. Von 1984 bis 1989 war sie Mitglied im Kreistag des Rheinisch-Bergischen Kreises und zeitweise Mitglied im Rat der Gemeinde Odenthal.